# Sebalter
Себастьяно Паулесси (итал. Sebastiano Paù-Lessi; род. в 1985 году в Тичино, Швейцария) — швейцарский певец, более известный как Sebalter, который был выбран представлять Швейцарию на конкурсе песни «Евровидение 2014», с песней «Hunter of Stars».

## Детство и юношество

### Ранние годы
Когда Себастьяно было 6 лет, он впервые взял в руки скрипку. С того момента будущий музыкант не расставался с ней, обыгрывая всевозможные музыкальные произведения и сочиняя песни. В подростковом возрасте Себастьяно увлекался велоспортом, участвовал в воскресных гонках, но в связи с учёбой и участием в группе, Себальтеру пришлось оставить это занятие.

## Карьера

### Начало музыкальной карьеры
Себальтеру было всего 15 лет, когда он стал участником хард-рок группы и играл на басу.
Вместе со своей группой они сделали каверы на хиты 70-х таких групп как Uriah Heep, Deep Purple и Led Zeppelin. Но его музыкальная карьера, на самом деле, началась гораздо раньше: "В шесть лет я начал играть на скрипке и сочинять песни." В 2002 году он покинул группу.

### 2002–2012 год
Начиная с 2002 по 2012 год, Себастьяно играл на скрипке в швейцарской фолк-рок группе «The Vad Vuc». Он покинул группу летом 2012, чтобы заняться сольной карьерой.
Псевдоним Sebalter появился у Себастьяно в 2012 году.
В 2012 году он также играл в интерлюдии Давида Ван Де Сфруса для аудитории, которая насчитывала более чем 12000 людей, в Милане.

### Деятельность телеведущего
В 2004 году он поступил в Университет Цюриха, чтобы стать адвокатом. Через год университет предложил Себастьяно принять участие в конкурсе на телевидении. Даже несмотря на недолговременность своего "звездного часа", студент оказался очень интересным. Вскоре ему позволили создать своё собственное шоу на том же канале.
К лету 2005 года, Себальтер уже в течение трех месяцев вел шоу под названием "Le Vacanze vostre" - смесь викторины и ток-шоу с гостями. Тем не менее, телевизионной карьеры он не хотел. "Я наконец должен был сосредоточиться на учебе", - вспоминает Паулесси. В 2010 году он получил степень магистра в области адвокатуры.

### 2013–по настоящее время: Конкурс песни Евровидение 2014
В декабре 2013 года Sebalter выпустил свой дебютный сингл «Hunter of Stars». 1 февраля 2014 года он был выбран чтобы представлять Швейцарию на конкурсе песни «Евровидение 2014», который прошёл в Копенгагене, Дания. Он исполнил свою песню во втором полуфинале, 8 мая 2014 года, по результатам которого прошёл в финал. В финале Sebalter вновь исполнил свою песню на Евровидении, набрав 64 балла и тем самым принеся своей стране 13 место в конкурсе песни.
Дебютный альбом  "Day of Glory" вышел 9 января 2015 года.

## Дискография

### Альбомы
| Год  | Информация                                                               | Чарт |
| ---- | ------------------------------------------------------------------------ | ---- |
| 2015 | Day of Glory - Релиз: 9 января 2015 - Лейбл: Phonag Records - Формат: CD | 9    |

### Синглы
| Год  | Название          | Альбом       |
| ---- | ----------------- | ------------ |
| 2013 | «Hunter of Stars» | Day of Glory |
| 2014 | «Saturday»        | Day of Glory |